# Bandiera di Nauru
La bandiera di Nauru è stata adottata il 31 gennaio 1968.
Si compone di un campo blu separato in due parti uguali lungo la linea orizzontale da una striscia gialla. Il campo blu simboleggia l'Oceano Pacifico, mentre la striscia gialla l'equatore. Appena sotto la striscia gialla, sul lato del pennone, è presente una stella bianca a 12 punte (tante quante erano le tribù originarie dell'isola) che rappresenta la posizione geografica di Nauru, appena un grado a sud dell'equatore, identificato con la striscia orizzontale gialla. Il colore bianco è altresì rappresentativo del fosfato, maggiore ricchezza naturale dell'isola.
Il disegno venne creato da un anonimo dipendente dell'impresa tessile australiana Evans.

## Bandiere storiche
Prima dell'indipendenza, Nauru è stata rappresentata dalle bandiere degli stati che hanno di volta in volta avuto giurisdizione sull'isola

Durante il primo mandato fiduciario australiano e britannico (1914-1942) vessillo dell'isola fu la Union Jack
Durante l'occupazione giapponese (1942-1945) venne utilizzata la bandiera imperiale nipponica.
Durante il secondo mandato fiduciario australiano (1948-1968) fu adottata la Red Ensign